# Villa (Corvera)
Villa es una parroquia del concejo de Corvera de Asturias, está situado en los límites con el concejo de Illas. Tiene una población de 386 habitantes (INE 2011) repartidos en 148 viviendas y 3,54 km². Está situado a 7 km de la capital del concejo, Nubledo. Su templo parroquial está dedicado a San Juan Bautista.

## Barrios
- Barriero (El Barrieru en asturiano)
- Capiello (Capiellu)
- El Pontón
- El Suco (El Sucu)
- El Truébano (El Truébanu)
- El Vallín
- Fabar
- La Laguna (La Llaguna)
- Llamera (La Llamera)
- La Tabla
- Las Huertas (Les Güertes)
- Lloreda
- Tras la Iglesia (Treslailesia)
- Villa (El Fondu Villa)

- Datos: Q987683
- Multimedia: Villa, Corvera / Q987683